# Lancelot Richardson
Lancelot Lytton Richardson (1895. október 18. – 1917. április 13.) ausztrál ászpilóta.

## Élete

### Ifjúkora
Richardson 1895-ben született az ausztráliai Új-Dél-Wales, Young nevezetű városában.

### Katonai szolgálata
Az első világháború kitörését követően 1915 körül csatlakozott az Brit Királyi Repülő Hadtesthez (Royal Flying Corps). Katonai előmenetele, és szolgálatának korai szakasza ismeretlen. A 25. brit repülőszázadba került, ahol F.E.2b típusú, kétszemélyes repülőgéppel repült. A nyugati fronton 1916-ban 5 légi győzelmet aratott, amellyel megszerezte az ászpilóta minősítést.
1916. július 20-án egy bevetésen súlyosan megsérült, így több hónapra kórházba került.
1917-ben visszatért alakulatához, és újabb két légi győzelmet aratott. 1917. április 13-án Richardson és megfigyelője bevetésre indultak, ám a német Jasta 4 repülőalakulattal keveredtek harcba. Hans Klein eltalálta az F.E.2b típusú gépet, minek következtében az lezuhant, Richardson hősi halált halt, megfigyelője pedig német fogságba esett.

### Légi győzelmei
| Sorszám | Dátum             | Egység                | Repülőgép | Ellenfél      |
| ------- | ----------------- | --------------------- | --------- | ------------- |
| 1       | 1916. június 17.  | 25. brit repülőszázad | F.E.2b    | Fokker E      |
| 2       | 1916. június 26.  | 25. brit repülőszázad | F.E.2b    | Fokker E      |
| 3       | 1916. július 2.   | 25. brit repülőszázad | F.E.2b    | Albatros C    |
| 4       | 1916. július 20.  | 25. brit repülőszázad | F.E.2b    | Fokker E      |
| 5       | 1916. július 20.  | 25. brit repülőszázad | F.E.2b    | Fokker E      |
| 6       | 1917. február 15. | 25. brit repülőszázad | F.E.2b    | Ismeretlen    |
| 7       | 1917. március 17. | 25. brit repülőszázad | F.E.2b    | Albatros D.II |